# The Gypsy's Wife
«The Gypsy's Wife» es una canción del músico canadiense Leonard Cohen publicada en el álbum de estudio Recent Songs (1979). Versiones en directo de la canción fueron incluidas en los álbumes Field Commander Cohen: Tour of 1979 (2001) y Live in London (2009), y era frecuentemente interpretarda durante sus conciertos.

## Temática
La temática de «The Gypsy's Wife» es el de la infidelidad sexual y está construida en torno a la estrofa: "And where, where is my gypsy wife tonight?" (en español: "¿Y dónde, dónde está mi mujer gitana esta noche?". Hace referencia implícita a la canción popular, que existe en muchas versiones (por ejemplo, "The Gypsy Rover", "The Black Jack Davy", "The Raggle-Taggle Gypsies"), sobre la novia de una buena familia que huye con unos gitanos. En la versión de Cohen, es el propio gitano el que llega a casa en busca de su esposa y encuentra que ha desaparecido.
A continuación, la canción se mueve en una dirección bíblica, haciendo referencia a Judith y a Holofernes, coloreado por detalles de la historia de Salomé y Ruth, en el verso: "Whose head is this she's dancing with on the threshing-floor?", y posteriormente en la historia de Noé y el Diluvio universal.

## Composición
Cohen explicó que compuso «The Gypsy's Wife» parcialmente sobre su ruptura con la artista Suzanne Elrod en 1978. En una entrevista para el documental de Harry Rasky The Song of Leonard Cohen, el propio músico comentó: «La canción fue una de las últimas y más rápidas canciones que he escrito. La comencé en Los Ángeles en la época en que empecé a grabar Recent Songs, que fue el marzo o abril pasado [1978], y la canción estaba lista en unos tres meses. Y, por supuesto, mi propio matrimonio se estaba rompiendo en ese momento, y en cierto sentido, fue escrito para mi mujer gitana, en otras palabras, la mujer que estaba vagando lejos. Pero de otra manera es solo una canción sobre la forma en que hombres y mujeres se pierden el uno al otro, en que hombres y mujeres se han desviado y se han convertido en gitanos para consigo mismos».
Aunque Cohen se refiere en la entrevista a su "matrimonio" con Suzanne Elrod, más tarde señaló que su "cobardía" y "miedo" le habían impedido realmente casarse con ella. Elrod es la madre de los dos hijos de Cohen: Adam (nacido en 1972) y Lorca (nacida en 1974).
Cohen estrenó «The Gypsy's Wife» en directo en París el 10 de octubre de 1979. Cuando tocó la canción en directo en Tel Aviv, Israel el 24 de noviembre de 1980, la introdujo con las siguientes palabras: "Esta es una canción que escribí para mi mujer después de que se marchara".

## Versiones
La cantante canadiense Patricia O'Callaghan grabó dos versiones diferentes de la canción: una con el Gryphon Trio en el álbum Broken Hearts & Madmen (2011) y otra en el ttributo Matador: The Songs of Leonard Cohen (2012).